# نووتاینیاشوو
نووتاینیاشوو (انگلیسی: Novotaynyashevo) یک شهرک در شهرستان چکماگوشفسکی استان باشقیرستان کشور روسیه است.